# Hermann Stutzer
 (janvier 2013).
Si vous disposez d'ouvrages ou d'articles de référence ou si vous connaissez des sites web de qualité traitant du thème abordé ici, merci de compléter l'article en donnant les références utiles à sa vérifiabilité et en les liant à la section « Notes et références ».
Hermann Stutzer, né le 30 juillet 1887 à Wermelskirchen et mort le 16 mars 1968 à Berlin, fut un général de la Luftwaffe et un juge du Volksgerichtshof.

## Avant-guerre
Entré au 57e régiment d'infanterie comme candidat-officier en 1908, Stutzer est promu sous-lieutenant l'année suivante. D'abord chef de section, il est muté au gymnase militaire comme instructeur auxiliaire.

## Première guerre mondiale
Chef de section puis commandant de compagnie au 57e RI, Stutzer est promu lieutenant et passe  au 57e bataillon de l'air (1915) où il est observateur pendant deux ans, avant d'être  instructeur à l'école des observateurs de l'air installée en Belgique. En 1916, il est promu capitaine. En 1917, il est nommé  commandant du bataillon de l'air A-246.

## Entre-deux-guerres
Instructeur au gymnase militaire de Wünsdorf, Stutzer quitte l'armée fin 1920. Officier de réserve à l'état-major de la 2e division, il est directeur de l'école de sport populaire de Mirow. En 1928, il entre comme capitaine dans la police d'état du Mecklembourg à Neustrelitz. Commandant de la police d'état de Strelitz, il devient conseiller du bureau central de la Luftwaffe en 1934. L'année suivante, promu lieutenant-colonel, il est affecté à l'état-major de la 2e région aérienne. En 1937, il est colonel et juge au tribunal militaire du Reich.

## Seconde guerre mondiale
Promu général de brigade en 1940, Stutzer prend sa retraite en 1943. C'est alors qu'il est nommé juge au 2e sénat du Volksgerichtshof chargé de la répression contre les étrangers travaillant en Allemagne et les résistants déportés en vertu du décret Nacht und Nebel. Les autres juges du 2e sénat du VGH sont le vice-amiral Heino von Heimburg, le chef Hitlerjugend Hans Kleeberg et le chef SA Kurt Lasch (de). Prisonnier des Soviétiques entre 1945 et 1950, Stutzer survit à la captivité et s'éteint paisiblement à Berlin en 1968.